# Gerd Berendonck
Gerd Berendonck (* 5. März 1924 in Solingen; † 14. März 2020) war ein deutscher Diplomat, der unter anderem von 1964 bis 1969 Botschafter in Kambodscha, 1980 bis 1983 in Algerien sowie von 1984 bis 1989 in Pakistan war.

## Leben
Nach dem Abitur absolvierte Berendonck ein Studium der Fächer Geschichte, Philosophie und Rechtswissenschaften an der Universität Passau, Universität Regensburg sowie der Rheinischen Friedrich-Wilhelms-Universität Bonn und schloss dieses Studium 1951 mit dem Ersten Staatsexamen ab.
Im Anschluss trat er 1952 in den auswärtigen Dienst ein und fand nach Abschluss der Laufbahnprüfung 1954 Verwendung an der Botschaft in Kolumbien und danach 1956 an der Botschaft in Thailand. Nach einer anschließenden Tätigkeit in der Zentrale des Auswärtigen Amtes wurde er 1964 der erste Botschafter der Bundesrepublik Deutschland in Kambodscha und bekleidete dieses Amt bis 1969. Nachfolger wurde daraufhin Hans-Joachim Eick, der bisher stellvertretender Sprecher des Auswärtigen Amtes war.
Im Anschluss kehrte er nach Bonn zurück und war zunächst als Vortragender Legationsrat stellvertretender Referatsleiter für Süd- und Südostasien, Australien und Neuseeland im Auswärtigen Amt. Anschließend wurde er am 15. April 1970 Leiter dieses Referats und als solcher am 29. Mai 1970 zum Vortragenden Legationsrat Erster Klasse befördert.
Danach war er vom 27. Mai 1975 bis 1977 Gesandter und Ständiger Vertreter des Botschafters in der Volksrepublik China sowie anschließend bis 1980 Gesandter und Ständiger Vertreter des Botschafters in der Sowjetunion tätig.
1980 erfolgte seine Berufung zum Botschafter in Algerien, wo er Nachfolger von Michael Jovy wurde. 1983 folgte ihm auf diesem Posten Heinz Dröge, während er selbst nach einer einjährigen Verwendung im Auswärtigen Amt 1984 Nachfolger von Klaus Terfloth als Botschafter in Pakistan wurde. Dieses Amt bekleidete er bis zu seinem Eintritt in den Ruhestand 1989 und der Ablösung durch Alfred Vestring.

## Ehrungen
- 1968: Verdienstkreuz am Bande der Bundesrepublik Deutschland
- 1977: Verdienstkreuz 1. Klasse der Bundesrepublik Deutschland